# Konstanški koncil
Konstanški koncil ali Koncil v Konstanci oziroma Konstanški vesoljni cerkveni zbor je potekal  od 5. novembra 1414 - 22. aprila 1418 v nemškem mestu Konstanci ob Bodenskem jezeru kot šestnajsti ekumenski koncil. Sklicala sta kralj Sigismund in papež Janez XXIII.. Imel je 45 sej. Navzočih je bilo okrog 600 koncilskih očetov, med njimi 3 papeži, 5 patriarhov, 33 kardinalov, 47 nadškofov, 238 škofov in čez 500 opatov, ali njihovih zastopnikov. Navzočih je bilo tudi velikansko število drugih cerkvenih in državnih odličnikov. 

## Zgodovina in potek
Na tem koncilu so reševali zapletena vprašanja, ki jih je povzročil zahodni razkol. Že Pisanski koncil je poskusil rešiti zapletene razmere, pa jih je le še bolj zapletel z izvolitvijo tretjega papeža poleg dveh obstoječih, kar je le še okrepilo konciliarizem. 
 
Ko je Sigismund leta 1411 postal nemški kralj, so torej katoliški Cerkvi »vladali« trije papeži: Gregor XII. (rimska veja), Benedikt XIII. (avignonska veja) in Janez XXIII., (pisanska veja). Pred svojo izvolitvijo je moral obljubiti, da si bo prizadeval za končanje razkola. S Sorbono je delil prepričanje, da bo to mogoče le, če bodo vsi trije papeži odstopili, novega pa naj bi potem izvolil koncil. Za koncil je cesar predlagal Konstanco ob Bodenskem jezeru , ker je bilo to mesto na ozemlju njegove države. Sigismund je sklical koncil po državni strani, Janez pa naj bi ga sklical po cerkveni strani; on je to storil v upanju, da ga bo koncil potrdil kot papeža, saj ga je priznavala večina Evrope, pa tudi večina koncilskih očetov – Italijanov. Zato je slovesno odprl koncil v konstanški stolnici 5. novembra 1414. Druga dva papeža se koncila nista udeležila osebno, ampak sta nanj poslala svoje predstavnike.

Janez XXIII. si je predstavljal rešitev trojnega papeštva preprosto s priznanjem Pizanskega koncila, ki je izvolil njega – kardinali, kralj Sigismund in mnogi velikaši pa so bili drugačnega mnenja: treba je odstaviti vse tri papeže – koncil pa naj izvoli novega, enotnega. Glede predsedovanja so predsedovali v mesečnem zaporedju predsedniki »narodnosti«, ki so bile najprej italijanska, francoska, nemška in angleška, pozneje še španska kot peta narodnost. Vsaka je imela po en glas, tako po enega tudi kardinalski zbor. V prednosti je bila najmanjša, angleška narodnost, v zgubi pa najštevilnejša italijanska. 
Ko je kralj Sigismund na sveti večer 1414 prišel v Konstanco, so skupaj z njim prišli številni kardinali, škofje, opatije, vrhovni redovni predstojniki, veliki mojstri viteških redov, teološki profesorji, poslanci kraljev, knezov, mest in univerz. Pridružilo se jim je pa še 30.000 duhovnikov, trgovcev, mešetarjev in obrtnikov. Sigismund je zahteval, da ne smejo potrditi za papeža nobenega od trenutno vladajočih; zato so poslovni red Pisanskega koncila prilagodili na ta način, da niso glasovali po osebah, ampak po narodnostih; tako so štiri na koncilu navzoče narodnosti (Italijani, Nemci, Angleži in Francozi) imele vsaka le po en glas; tudi kardinalski zbor na koncilu je imel »kot peta nacija« samo en glas; pozneje so se jim pridružili še Španci. Pod pojmom narod — nacija je bil mišljen politični blok. Tako so k nemškemu spadali poleg Nemcev še Skandinavci. Poljaki. Čehi, Slovenci, Hrvati, Madžari in Dalmatinci. 

### Janezov beg in odstavitev vseh treh papežev
Ko je Janezu postalo jasno, da ne bo potrjen in da je izgubil večino, je hotel onemogočiti nadaljevanje koncila z begom. Sodobnik Ulrik iz Richentala poroča: 
20. dne v marcu, bilo je na predvečer praznika sv. Benedikta v letu Gospodovem 1415, ob enih popoldne, je papež Janez skrivaj pobegnil iz Konstance. Jezdil je na konjičku, oblečen v siv plašč, na glavi je imel sivo kapuco, ki jo je tako poveznil čez oči, da ga ni bilo mogoče spoznati. Ob strani je imel lok. Pred njim je jezdil našemljeni oprodček "fajmošter". Najprej so prišli v hišo župnika v Ermatingenu. Tam se je papež spočil in nekaj popil. Pri tem ga ni nihče spoznal. Nato se je vkrcal v čoln in nihče ni vedel za njegovo vožnjo razen avstrijskega vojvode Friderika, h kateremu je prispev v Schaffhausen.
Sigismund je tedaj vzel zadevo odločno v svoje roke: meščane je pozval k orožju ter pregovoril koncilske očete, da so nadaljevali delo in sprejeli mnenje, da koncil pravzaprav niti ne potrebuje papeža. 
17. maja 1415 je nürnberški mejni grof ujel Janeza XXIII. pri poskusu pobegu v Francijo, in ga privedel nazaj v Konstanco, kjer ga je 29. maja koncil odstavil, o čemer poroča že omenjeni letopisec:
Poslali so po Baltazarja de Cossisa (tako se je imenoval Janeza XXIII.) v Radolfzell in ga Bogu na ljubo privedli v Konstanco. Prebrali so mu hude očitke in stvari, ki jih je storil in ki so mu bile dokazane in so ga obsodili na dosmrtno ječo. Koncil in naš gospod cesar so ga izročili vojvodu Ludviku Bavarskemu iz Heidelberga, ki naj ga straži do izvolitve prihodnjega papeža. Ta pa naj potem naredi z njim, kar ga bo volja. Vojvoda Ludvik ga je vzel s seboj, dokler ni bil izvoljen papež Martin, ki ga je tudi odvedel s sabo.
Rimski papež Gregor XII. se je vedel najbolj modro; koncilskim očetom je sporočil, da se je pripravljen odpovedati papeškemu naslovu, če mu priznajo pravico, da ponovno skliče koncil. Ker so njegov pogoj sprejeli, je Gregor ponovno pravnoveljavno sklical koncil ter nato odstopil kot 90-letnik in postal kardinal-škof mesta Porto. Za Celestinom V. je bil drugi zakoniti papež, ki je prostovoljno odstopil. 

Benedikt XIII. pa je bil nepopustljiv. Kralj Sigismund je osebno zaman jezdil k njemu v Perpignan, da bi ga nagovoril k prostovoljnemu odstopu. Zato je pregovoril njegove pristaše Škote in Špance, da so se mu izneverili. Trmast do konca je Peter Luna na svojem nedostopnem gradu Peñíscola v Španiji osamljen še naprej nosil papeška oblačila, kokler ga ni smrt prisilila, da je odložil tiaro; umrl je kot »papež brez Cerkve«.  

### Obsodbeherezij
Konstanški koncil je poleg iskanja katoliške enotnosti obsodil tudi takratne herezije; med drugim tudi zato, da bi pokazal, da ima oblast odločanja v verskih zadevah; obenem lahko razumemo te obsodbe, in zlasti še izvršitev zastrašujočih smrtnih kazni kot opozorilo in grožnjo trmastim papežem, da jih utegne doleteti enaka usoda, če se ne bodo pokoravali zahtevam koncila, ki tudi njih lahko razglasi za nepopravljive heretike in razkolnike, ki jih čaka smrt na grmadi. 

Učeni Hefele  glede teh obsodb pravi: »Zbrani škofje in učenjaki v Konstanci so se zavedali, da njihov zbor ni vesoljni zbor; da bi pa vendarle ustvarili vtis vesoljnosti, so iskali kakega krivoverca, da bi ga obsodili. Hoteli so na ta način pokazati, da so sodniki in zakonodajalci v imenu Kristusa.« Zato so hiteli in bili strogi, pa tudi nepreudarni. Koncilskim očetom v dobro pa je treba priznati, da so hoteli heretika rešiti smrti, in da ju je obsodil cesar rekoč, da jima ne verjame niti tedaj, če bosta preklicala svoje učenje. 
4. maja 1415 je koncil obsodil posmrtno učenje Johna Wyclifa (†31.XII.1384) kot heretično in ukazal, da njegovo truplo izkopljejo in sežgejo; to so izvršili 1428: njegove ostanke so sežgali in vrgli v reko Swift. 

Koncil je (na 13. seji, 15. junija 1415) obsodil kot heretično husitsko učenje, da se morajo ne le duhovniki, ampak tudi verniki obhajati pod obema podobama in zatrdil, da je Kristus navzoč tudi le pod podobo kruha in da cerkvene discipline glede tega ni dovoljeno spreminjati, kakor tudi druge nauke, ki so bili v nasprotju s tradicionalnim katoliškim učenjem. Jan Hus je pod Wiclifovim vplivom učil tudi, da duhovnik v smrtnem grehu neveljavno mašuje ali deli zakramente. Pridigal je tudi proti odpustkom in posedovanju zasebne lastnine; zahteval je vrnitev Cerkve k popolnemu apostolskemu uboštvu, pa tudi, da je edini vir razodetja sveto pismo, kakor tudi predestinacijo. 

3. novembra 1414 so ga pripeljali v Konstanco, ko mu je cesar zagotovil varen prihod in odhod. Dali so mu možnost, da se je svobodno zagovarjal; ker pa ni hotel preklicati svojega učenja, ampak je zanj hotel pridobiti tudi koncil – menda je zanikal kar polovico katoliškega učenja – ga je koncil 6. julija 1415 zjutraj – na svoji 15. seji – obsodil in izročil svetni oblasti, ki je opoldne sežgala njegove knjige in tudi njega samega na grmadi. 

Resnici na ljubo moramo dodati, da je koncil »kot Cerkev« samo ugotovil, da je Hus heretik in istočasno kralja Sigismunda prosil, naj ga ne usmrti. Da je dal Husa kljub jamstvu o varnem prihodu vseeno usmrtiti, je utemeljeno v takratnem prepričanju, da edinost cesarstva zagotavlja edinost vere. Husa torej niso sežgali kot krivoverca, ampak kot političnega revolucionarja. Prav tako je potrebno poudariti, da je Hus umrl v času, ko Cerkev ni imela zakonitega papeža. 29. maja 1415 je koncil odstavil pizanskega papeža Janeza XXIII.. 4. julija - dva dni pred Husovo usmrtitvijo torej – se je rimski papež Gregor sam odpovedal svojemu naslovu. Konstanški koncil je (26. julija 1417) odstavil še trmastega avinjonskega »papeža brez Cerkve«, ki pa tako že dolgo ni imel vpliva na dogajanja v Cerkvi kot Benedikt XIII.. Šele nato (11. novembra 1417) je bil izvoljen novi papež Martin V..  

25. maja 1415 so razglasili za heretika tudi Hieronima Praškega; ko je najprej preklical svoje učenje, so mu oprostili, vendar so ga še vedno držali v zaporu, dokler ni 30. maja 1416 preklical svojega kesanja in izrazil strinjanje s Husovim učenjem: zato je tudi njega in njegove knjige doletela ista usoda kot njegovega učitelja. 

### Volitve novega papeža
Aprila 1415 – po Janezovem pobegu - je koncil razglasil, da ima oblast neposredno od Kristusa in da ga morajo ubogati torej tudi papeži v verskih zadevah, zlasti tistih, ki zadevajo odpravo razkola. Do izpraznitve papeškega sedeža je bila dolga pot; vmes je krepko posegel cesar Sigismund. Tako je omogočil, da so ujeli in odstavili pizanskega koncilskega papeža Janeza XXIII.; rimski papež Gregor XII. se je sam odpovedal, ko je prej še ponovno pravnoveljavno sklical koncil. Odstavli so tudi trmastega avinjonskega papeža Benedikta XIII., ki pa je še naprej nosil papeška oblačila in tiaro. Ko mu je končno pokazala hrbet tudi Španija, je poslala svoje delegate na koncil kot peta narodnost. Šele sedaj so se lahko lotili najvažnejše zadeve - papeških volitev. Najbolj goreči zagovorniki konciliarizma so hoteli pridržati izvolitev novega papeža koncilu; zmernejša večina pa se je odločila za sporazumno rešitev: poleg kardinalov je volilo tudi po šest predstavnikov vsake narodnosti (nemške, angleške, italijanske, francoske in španske). 

V neki trgovski hiši v Konstanci so uredili 56 celic za kardinale in druge upravičence. Konklave se je začel 8. novembra 1417; kardinalu Odu Colonnu je 11. novembra manjkal samo še en glas. Takrat se je pomikala pod oknom prošnja procesija in zbor 200 otrok je prepeval himno v čast Svetemu Duhu.  Petje je kardinale tako ganilo, da sta še dva kardinala dala kandidatu svoj glas in tako je Cerkev zopet imela enega, zakonito izvoljenega papeža, ki si je izbral ime po dnevnem svetniku, Martin V. Kronali so ga v konstanški stolnici, a v slovesnem sprevodu je vodil papeževega konja za uzdo sam kralj Sigismund, ki je tudi omogočil Cerkvi pot v prihodnost.  

## Seje in odloki
1. Kancler pariške Sorbone Gerson je v otvoritvenem govoru skupaj z narodi zagovarjal mnenje, da ima koncil oblast nad papežem.
2. Na svoji 3. seji je koncil 26. marca 1415 (Janez XXIII. je pobegnil 20. marca) sklenil, da se ne bo razšel, dokler ne bo obnovil cerkvene enotnosti.
3. 6. aprila 1415 je koncil izdal odlok »Haec Sancta« (imenovan tudi »Sacrosancta«), v katerem izjavlja, da črpa svojo oblast neposredno od Kristusa za obnovo Cerkve.
4. »Frequens« (9. oktober 1417, 39. seja) – ta odlok določa, da naj se koncili redno odvijajo: najprej 1423, nato 1430, nato vsakih 10 let.
5. Gregor XII. (rimska veja) se je odpovedal papeštvu 4. julija 1415 med 14. sejo. Koncil ga je imenoval za dekana kardinalskega zbora, dosmrtnega odposlanca ankonske dežele in kardinala-škofa mesta Porto.
6. 11. novembra 1417 je bil izvoljen novi papež Martin V..
7. Na 43. seji so 21. marca 1418 obsodili simonijo.
8. Novi papež je 22. februarja 1418 objavil bulo Inter cunctas.

- 1. Naslovljena je na škofe, inkvizitorje in vladarje raznih dežel ter obsoja 45 členov Wiclifovega in 30 točk Husovega učenja s pozivom in prošnjo, da zapustijo privrženci herezijo.
- 2. Potrjuje vse odloke, ki so jih objavili zoper Johna Wyclifa, Jana Husu in Hieronima Praškega Janez XXIII., rimska sinoda ali konstanški koncil. [9]

## Vsebina

### Sacrosancta
Najznačilnejša listina v duhu konciliarizma, ki je bila sprejeta po begu pizanskega papeža Janeza XXIII. kot ukrep, da bi koncil lahko nadaljeval (v izrednih okoliščinah treh papežev) delo tudi brez papeža, papežu navkljub in zoper papeža.  Sprejeli so jo na 5. seji, 6. IV. 1415. Ta odlok je v nasprotju z odločitvijo Prvega vatikanskega koncila o papeškem prvenstvu in nezmotljivosti. Odlok o koncilu in njegovi oblasti ter nedotakljivosti, ki ga je skrajšanega prebral kardinal Zabarella  na 4. seji 30. marca 1415 zoper želje narodov; sedaj so ga prebrali v celoti in potrdili z javnim glasovanjem. 

### Frequens
Frequens je latinska beseda, ki pomeni pogogost, pogosten; tako se imenuje torej pomemben odlok, ki ga je Konstanški koncil sprejel na svoji 39. seji dne 9. oktobra 1417. Kakor v Sacrosancta, tako se tudi v njem se zrcali konciliaristična misel, da je koncil nad papežem in da mu lahko in celo mora predpisovati način delovanja, V tem smislu je ta odlo dopolnilo prejšnjega, zlasti v zvezi s sklicevanjem koncilov. Odlok Frequens torej izraža zahtevo, da naj odtlej sklicuje papež ekumenske koncile pogostno, to je vsakih deset let. Od takrat je minilo šest stoletij – pa je v tem času bilo le pet koncilov. To pomeni, da odlok ni (trajno) zaživel, ampak le na začetku, potem pa je osal črka na papirju. Nekaj temu podobnga so dandaes škofovske sinode, ki se odvijajo vsakh nekaj let v Rimu in se jih udeležujejo predstavniki škofovskih konferenc ter strokovnjaki, da obravnavajo pereča vprašanja in tekoče zadeve - lani in letos (2015) vprašanje družine in zakonske zveze. 

### Inter cunctas
Novi papež je 22. februarja 1418 objavil bulo (ki jo nekateri delijo na dva dela):
1. Bula Inter cunctas je naslovljena na škofe in vladarje raznih dežel; obsoja 45 členov Wyclifovega in 30 točk Husovega učenja s pozivom in prošnjo privržencem, da naj zapustijo herezijo.
2. Bula potrjuje vse odloke, ki so jih objavili zoper Johna Wyclifa, Jana Husu in Hieronima Praškega Janez XXIII., rimska sinoda ali konstanški koncil.

V buli Inter cunctas je papež Martin V. obsodil 45 Wyclifovih in 30 Husovih trditev. To je napravil v duhu Konstanškega koncila, ki se je ukvarjal tudi z izkorenitvijo takratnih herezij. Pri tem pa ni imel srečne roke, kar so pokazale husitske vojne in reformacija, ki je zagovarjala podobno učenje.
Izgleda, da je papež potrdil tudi vse tisto, kar so koncilski očetje sprejeli "conciliter" - s soglasjem celotnega zbora; ne pa tudi tistega, kar so sprejeli "nationaliter" - s soglasjem enega ali več - toda ne vseh petih narodov in kardinalskega zbora. Glede potrditve odlokov so mnenja med teologi in razlagalci deljena; prihodnost pa je pokazala, da se papeži niso držali navodil in ukazov koncila, ki jih je navdihnil konciliarizem - ki je vsebovan zlasti v buli Sacrosancta; prav tako se niso držali ukazov o pogostnem obhajanju vesoljnih cerkvenih zborov, ampak ravno nasprotno; razen v začetku so poznejši zbori bili zelo redki - še na vsakih sto let ne po eden - nekaj tudi iz strahu pred vplivom konciliaristov na cerkveno dogajanje.

## Ocena in spomin
- Vesoljni cerkveni zbor ni dosegel izvršitve načrta, ki si ga je bil zastavil, da bi namreč odpravil korenine perečih vprašanj, ki zadevajo cerkveno prenovo. Namesto vseobsegajočih od koncila zahtevanih sprememb je papež Martin sklenil delne sporazume oziroma konkordate s posameznimi narodnostmi (npr. nemški in angleški konkordat).
- Papež Martin V. je zaključil koncil 22. aprila 1418, ne da bi potrdil njegove odloke. Tega ni mogel storiti tudi zato ne, ker tega koncil niti ni zahteval; po mnenju konciliarizma pa so bili koncilski odloki veljavni tudi brez papeževe odobritve. Papeži so si tako ohranili možnost, da se ogradijo od nekaterih njegovih odločitev in ukrepajo drugaće.[14]

- Kdo ve, kako bi končal ta prekucuški koncil, če ne bi hladnokrvni in dostojanstveni Gregor XII. dal nadaljevanju koncila preobrat. V Konstanco je poslal riminijskega vojvoda Karla Malatesta – pa ne h koncilu, ampak k cesarju Sigismundu s tem sporočilom: Ker vidi, da cerkvene enotnosti ni mogoče doseči znotraj zakonitosti, se je odločil odpovedati Sedežu svetega Petra. Postavlja pa en pogoj – ker namreč dosedanjega koncilskega dela nima za zakonitega – saj ga ni sklical zakoniti papež: da se strinjajo s tem, da papež Gregor zopet skliče koncil in da mu ne bo predsedoval niti Cossa niti kdo drugi, ki mu je (rimskemu papežu) dolžan pokorščino. Ta pogoj so udeleženci koncila sprejeli in s tem molče priznali, da dosedanjih trinajst sej ni sestavljalo ekumenskega koncila, in da so torej njihovi dosedanji odloki neveljavni. Torej je mogoče obravnavati kot zakoniti 16. vesoljni cerkveni zbor le njegovo nadaljevanje. [15]
- Še noben koncil, kar jih je bilo po prvih splošnih cerkvenih zborih, ni storil toliko za slogo Cerkve kot ravno Konstanški. Kos o odstavili vse tri papeže, se je končno odprla možnost, da izvolijo enega samega, ki ga bo sprejelo celotno zahodno krščanstvo. To se je zgodilo leta 1417. Hkrati pa se je znova odprlo neko novo vprašanje: ali je namreč ekumenski koncil, ki ga je izvolil, vzvišen nad papežem, ki se je skliceval na svoje prvenstvo. Koncil zaenkrat ni imel trdne podlage, da bi razglašal oblast nad papežem. [16]

- Ker noben koncil, tako niti ekumenski, nima oblasti odstavljanja papeža, sta bila oba odstavljena papeža protipapeža. Pravi papež je bil Gregor XII., ki je odstopil raje ko da bi ga odstavili. On je poveljavil seje začenši s 4. julijem 1415 in razglasil vse prejšnje seje (prvih trinajst) za nične in neveljavne. Martin V. pa je odobril naslednje seje in sklepe koncila. [17]

- Ni torej nič čudnega, da je na koncu svojega pomembnega koncilskega dnevnika kardinal Viljem Fillastre [18]zapisal naslednje besede:

"Hoc Constantiense concilium omnibus quæ precesserunt generalibus conciliis fuit in congregando difficilius, in progressu singularius, mirabilius et periculosius, et tempore diuturnius", tj., „nobenega od prejšnjih koncilov ni bilo teže sklicati, ni potekal enotneje, čudneje in nevarneje, in ni trajal dalje”. Res je. Konstanški koncil je bilo izredno težko sklicati – in ga ne bi bilo, če ne bi bil kralj Sigismund tako vztrajen in odločen; tajal je delj od vseh prejšnjih koncilov, ki so po večini rešili pereča vprašanja v nekaj tednih ali mescih; njegova naloga pa je bila težja od katerekoli druge, ki bila kadarkoli postavljena pred koncil – iz tega lahko razumemo sumljivo popuščanje pred koncilsko idejo; bil pa je to tudi najbolj ganljiv in številen, raznolik in pisan zbor, ki nosi ime koncil. 

S cerkvenega vidika pa bi smeli reči, da je Konstanški koncil zaključil srednjeveško ter odprl novoveško, sodobno obdobje. 

### Spomin
V teh letih se spominjajo znamenitega koncilskega dogodka z raznimi prireditvami. Trije papeži, ki so hkrati uveljavljali pravico do Sedeža sv. Petra, razdeljeno krščanstvo ter nemiri in spopadi vsepovsod po Evropi – iz teh razlogov so se duhovni in posvetni dostojanstveniki sešli na vesoljni cerkveni zbor v škofovskem mestu Konstanci med 1414 in 1418. 

Od leta 2014 do 2018 Konstanca vnovič poziva Evropo k Bodenskemu jezeru. Vrsta prireditev pod naslovom „600 let Konstanškega koncila” je priložnost, da obiskovalci pridejo v stik s preteklostjo in se hkrati soočijo z izzivi sedanjosti in prihodnosti. Prireditelji jubilejnih proslav prinašajo vedno kaj novega in zanimivega ter imajo svoju urad v Konstanci, Markstätte 1, ter radi sprejemajo tozadevne pobude in predloge. 
V to pomembno srednjeveško škofijsko mestece, ki je takrat štelo od sedem do desettisoč prebivalcev – a danes jih šteje čez osemdeset tisoč, se je skozi štiri leta koncila zgrinjalo od petdeset do stotisočglava množica papežev, kardinalov, škofov, duhovnikov in redovnikov, visokih oblastnikov s številnim spremstvom, trgovcev, pa tudi hotnic in goljufov, beračev in glumačev. Ne smemo pozabiti, da je ta koncil bil res ekumenski, saj je na njem sodeloval tudi carigrajski (pravoslavni) cesar z odličnim in nemajhnim spremstvom. Na te pomembne dogodke spominja tudi priložnostna stalna razstava ob 600-letnici koncila. 